# Otomat et Milas

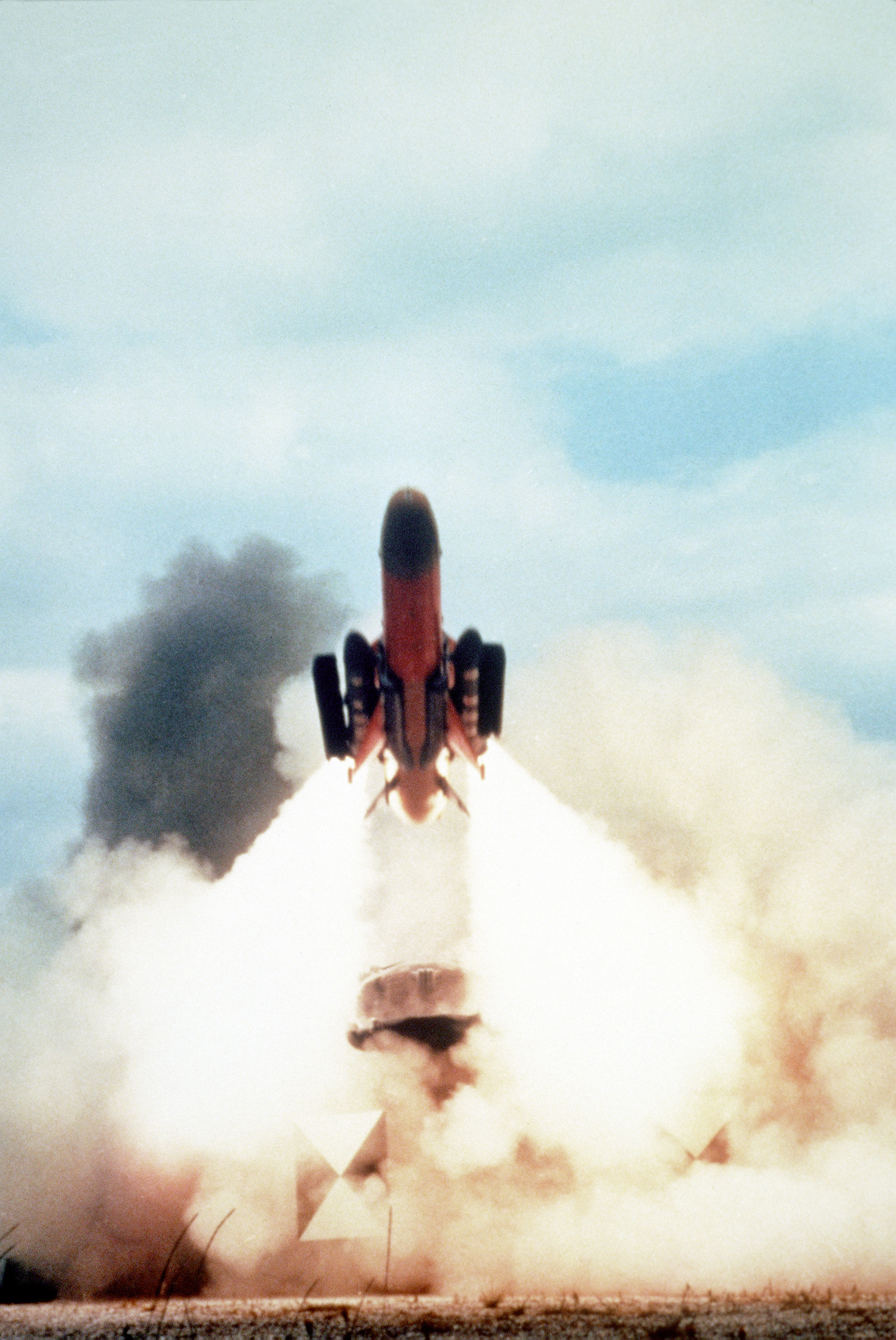
Un Otomat tiré depuis un poste de tir terrestre

L'Otomat et le Milas sont des missiles franco-italiens et italiens antinavires subsoniques à longue portée. L'Otomat est également utilisé comme missile à moyenne portée (>180 km) pour attaquer au sol dans la version MK/2E par la Marina Militare.

## Caractéristiques

### Otomat Mk 1 et Mk 2

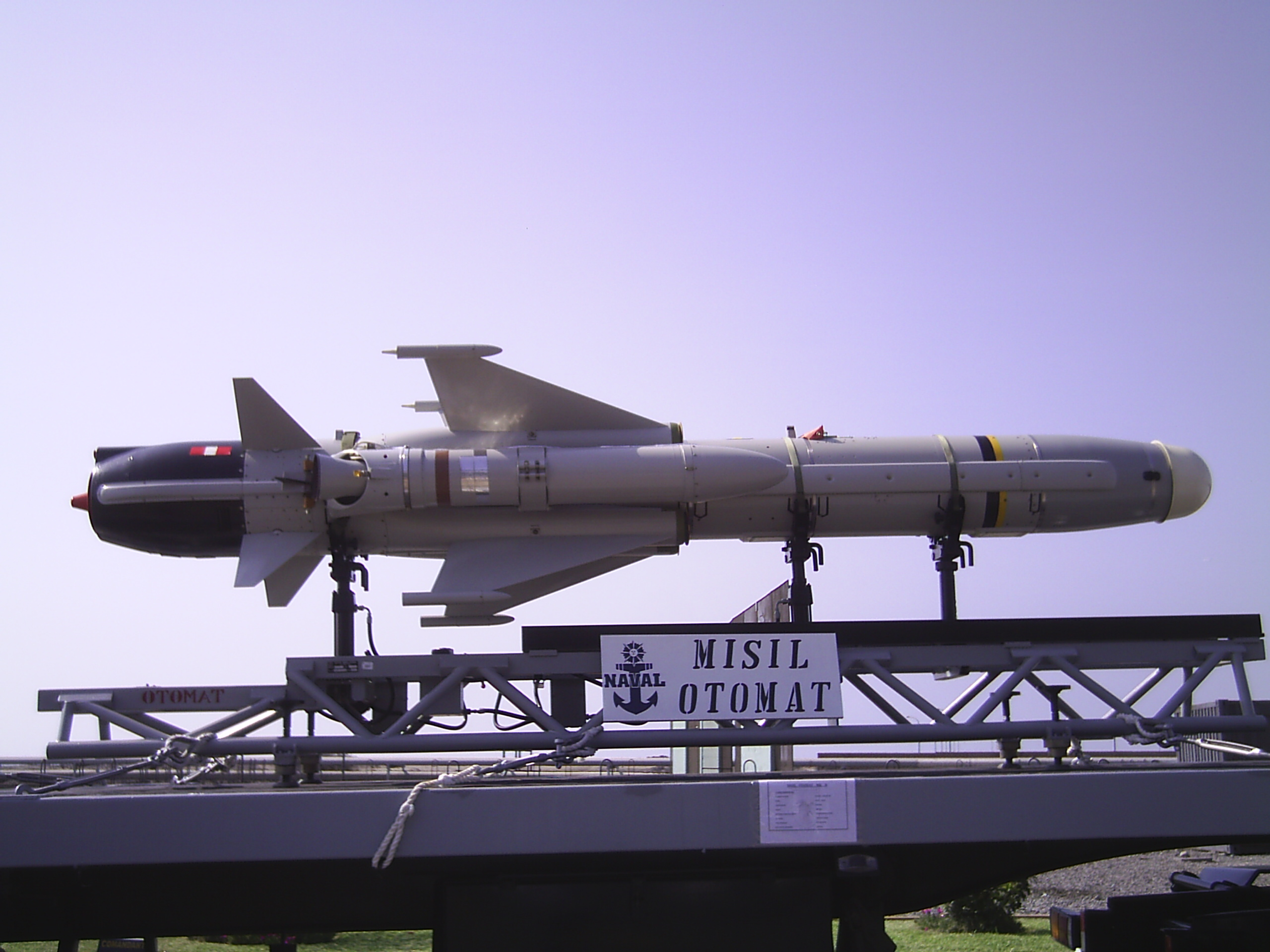
Un Otomat Mk.2 en service dans la marine péruvienne. À noter les accélérateurs latéraux et les entrées d'air au milieu du fuselage.

- Longueur : 6,46 m
- Diamètre : 40/46 cm
- Envergure : 1,35 m
- Masse totale : 762 kg
- Vitesse moyenne Mach : 0,9
- Portée : 60 km (Otomat Mk 1) et >180 km (Otomat Mk 2E)[1]

### Milas
- Longueur : 6 m
- Diamètre : 46 cm
- Envergure : 1,35 m
- Masse totale : 800 kg
- Vitesse moyenne Mach : 0,9
- Portée : 55 km

## Historique

### Otomat Mk 1 et Mk 2
Le missile peut être tiré depuis un bâtiment de surface ou une batterie côtière. Son nom vient de ses constructeurs (OTO Melara SpA et MATra Défense) qui a utilisé comme base le AS-37 Martel. Le premier essai a eu lieu le 28 février 1972, et, en mars 1975, le premier bâtiment ARV Federación (Venezuela) en était équipé.
Il existe deux standards (Mark 1 et 2). Pour le Mark 2, Block I (France), II (Italie) et III (export), IV (à venir). La Malaisie fut le premier acheteur de la version Mark 2 Block III et l'installa sur les anciennes vedettes irakiennes type Assad en juillet 1997. Environ 1 000 missiles ont été commandés à l'export. L'Otomat est propulsé par un turboréacteur Turbomeca TR 281 Arbizon. Le missile commence par monter à 150 m à l'aide de ses boosters d'appoint. Il passe alors à une altitude de croisière de 15 à 20 m au-dessus de la mer, et termine en vol rasant à 2 m au ras de l'eau. Une correction de trajectoire peut avoir lieu à mi-course pour permettre d'atteindre les longues distances (TESEO ou ERATO = Extended Range Automatic Targeting).

### Milas
Successeur du Malafon, le Milas (missile anti-sous-marin) est un missile porte-torpille pour bâtiments de surface, dérivé du missile Otomat, et conçu pour porter la torpille MU90 Impact des marines française et italienne, ou toute autre torpille légère. Le premier tir a eu lieu en août 1989. La France a abandonné le projet, mais l'Italie le poursuit. Le Milas équipe les deux frégates de la classe Luigi Durand de la Penne.

## Pays possédant le missile
| Pays            | Porteur |
| --------------- | --- |
| Bangladesh      | Daewoo |
| Égypte          | Ramadan, October (en),Bergamini |
| Libye           | Combattante II, Fincantieri Type 550 |
| Pérou           | classe Almirante Grau, classe Lupo |
| Arabie saoudite | F2000S |
| Italie          | Garibaldi, Vittorio Veneto, classe Audace, classe Luigi Durand de la Penne, classe Maestrale, classe Lupo, Soldati, Sparviero, classe Andrea Doria, Bergamini, classe Thaon di Revel |
| Irak            | |
| Kenya           | Nyayo |
| Malaisie        | Assad |
| Nigeria         | classe Meko 360 |
| Venezuela       | classe Lupo, Constitucion |